# Muslimska brödraskapet
Muslimska brödraskapet (arabiska: الإخوان المسلمون, al-ikhwan al-muslimun) är en sunnimuslimsk religiös och politisk rörelse, bildad i Egypten 1928 av Hassan al-Banna.
Brödraskapets motto är: Allah är vårt mål; Profeten är vår ledare; Koranen är vår lag; jihad är vår väg; och döden för Allahs ära är vår högsta strävan. Organisationen är sedan 2013 förbjuden i Egypten och klassas som en terroristorganisation i Bahrain, Ryssland, Saudiarabien, Syrien och Förenade Arabemiraten
Enligt Politico är Turkiet och Qatar brödraskapets primära finansiärer (2020).

## Historia

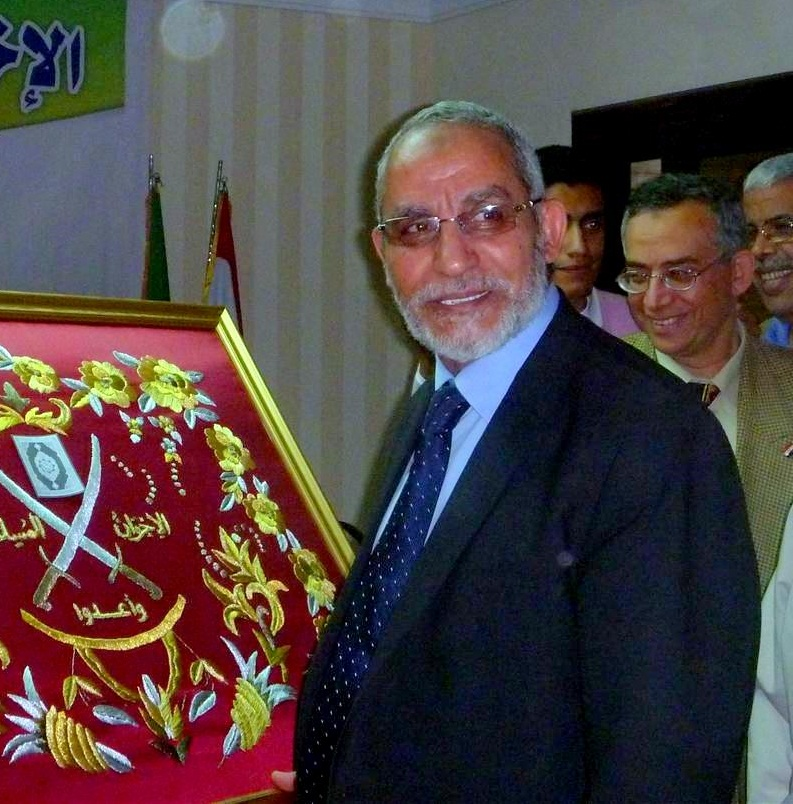
Muslimska brödraskapets nuvarande ledare Mohammed Badie

Muslimska brödraskapet grundades i Egypten 1928 av Hassan al-Banna. På några år spred sig rörelsen över Egypten mycket tack vare Hassan al-Bannas aktiva resande där han grundade underavdelningar på flertal orter. Brödraskapet spred sig snabbt från Egypten till Sudan, Syrien, Palestina, Libanon och Nordafrika. Det är idag en av världens äldsta, största och mest inflytelserika islamistiska rörelser. med förgreningar i över 70 länder.
Under 1940-talet visade många medlemmar öppet stöd för Nazityskland, och organisationen fick även ekonomiskt stöd av landet. En av rörelsens framträdande figurer Haj Amin al-Husseini, stormufti i Jerusalem, deltog också i andra världskriget tillsammans med nazisterna och fascisterna. Stormuftin träffade både Mussolini och Hitler för att samordna kriget mot de allierade. I sina memoarer nämnde han den viktiga roll han spelat i bildandet av SS:s muslimska styrkor och den bosniska islamiska divisionen, medan han bodde i Tyskland och Italien. Dessa styrkor deltog i kriget på axelmakternas sida.
År 2008 fick de i Egypten 30 procent av platserna i parlamentet trots att de kandiderade som oberoende kandidater eftersom rörelsen fortfarande var förbjuden i landet. I Sudan styrde Muslimska brödraskapets parti Nationella kongresspartiet landet sedan 1989, efter att landets president Omar Hassan al-Bashir genomfört en oblodig militärkupp.
I valen till det egyptiska parlamentets underhus 2011 blev muslimska brödraskapets parti Frihets- och rättvisepartiet största parti och i det efterföljande Presidentvalet i Egypten 2012 vann muslimska brödraskapets kandidat med 51,7 procent av rösterna.
År 2020 beslutade en domstol i Jordanien att MB:s organisation i landet skulle upplösas.

## Allmänt

### Organisationsform
Enligt en akademiker Lorenzo Vidini vid George Washington University är brödraskapet organiserade som ett fåtal aktivister som tillsammans utgör ett välorganiserat nätverk av individer, organisationer och företag. Brödraskapets aktivster kallar sig inte medlemmar av brödraskapet publikt, bland annat på grund av den förföljts i Mellanöstern. Aktivisternas medlemskap hemlighålls även i Västvärlden trots att den inte är förbjuden där. Deras mål är att profilera sig som representanter för allt som har med muslimer islam att göra inför media och myndigheter samt pådyvla troende sin egen konservativa och politiserade tolkning av islam, en representation som enligt Vidini inte står i proportion till deras ringa antal.
Muslimska brödraskapet har alltid bedrivit ett omfattande socialt arbete i de länder den varit verksam. Rörelsen har startat skolor, drivit sjukhus och annan verksamhet. Att hjälpa andra muslimer är, enligt Muslimska brödraskapet, en viktig del av islam och zakat ses, enligt dessa, som en skyldighet för en god muslim.
Muslimska brödraskapet har under långa tider varit förbjudet i flera av de länder där den verkat och deras medlemmar har varit förföljda och ibland arresterade och fängslade. Rörelsen har varit inblandad i kampen mot Israel och sionismen, Hamas var enligt första utgåvan av sina stadgar den palestinska grenen av brödraskapet. Muslimska brödraskapet har blivit anklagade för att ligga bakom flera våldsdåd och för att stödja terrorism. Ett exempel är التنظيم الخاص Al Tanzim Al-Khas som låg bakom mordattentat mot egyptiska politiker, domare och judiska bostäder i Egypten. Det senare har de dock alltid förnekat. Enligt Muslimska brödraskapet skall de vid flera tillfällen ha uteslutit medlemmar som trätt över gränsen härvidlag.[källa behövs]
Organisationens kuwaitiska avdelning heter Islamic Constitutional Movement ICM.

### Ideologi
Islam är enligt Muslimska brödraskapet det perfekta samhällssystemet. Alla andra system har skapats av människan men islam vilar på uppenbarelsen från gud och är därför perfekt. Islam bör därför, enligt brödraskapet vara utgångspunkten för den muslimska individen, familjen, samhället och lagstiftningen. Detta skall uppnås genom en religiös reformering av individen, sedan en successiv omvandling av muslimska samhällen och dessa samhällen ska sedan förenas i ett kalifat. Muslimska brödraskapet är mot sekulär lagstiftning och anser att lagarna i ett samhälle ska härledas ur sharia. Islam utgår från koranen och den så kallade heliga seden, sunna. Uppenbarelsen och det sätt Muhammed och de första muslimerna levde ska bestämma vad som är det riktiga islam och detta islam gäller överallt och alltid.
Muslimska brödraskapet är i opposition till de icke-religions bundna värderingar som råder i Västvärlden inom bland annat kvinnorättigheter, yttrandefrihet, hbtq-rättigheter och religionsfrihet för alla, samt att brödraskapets spridande av dessa åsikter till muslimska kretsar försvårar social sammanhållning och integration. Enligt Vidini utgör brödraskapet ett hot mot ett öppet samhälle eftersom deras inflytande spär på segregation och polarisering.

#### Negativ kritik mot Muslimska brödraskapet
- USA:s tidigare fredssändebud till Mellanöstern, Dennis Ross, berättade för tidningen Asharq Alawsat att Muslimska brödraskapet är en global, inte lokal organisation, kontrollerad av ett shura (konsultativt) råd, som avvisar ett upphörande av våld mot Israel.[20]
- Inrikesministern i Saudiarabien, prins Naif Ibn Abdul Aziz har konstaterat att Muslimska brödraskapet var den organisation som ställde till med de flesta problemen i Arabvärlden. "Brödraskapet har åstadkommit stor skada i Saudiarabien" sade han. Det Muslimska brödraskapet har band till grupper över hela Arabvärlden, inklusive Jordaniens opposition i parlamentet, Islamic Action Front, och det palestinska partiet Hamas. Inrikesministerns uttalanden mot brödraskapet kom samtidigt med ökande kritik i USA mot Saudiarabiens långvariga stöd för islamistiska grupper i hela världen.[21]
- Newsweek-journalisterna Mark Hosenball och Michael Isikoff rapporterade om påstådda förbindelser mellan al-Qaeda och individer inom brödraskapet, Mamoun Darkazanli och Youssef Nada.[22] Financial Times journalister Hugh Williamson och Philipp Jaklin framförde den 8 november 2001 påståenden om finansiella band mellan den 74 år gamla schweiziska, muslimska konvertiten och affärsmannen Ahmed Huber och medlemmar inom det Muslimska brödraskapet, speciellt Youssef Nada och Ali Ghaleb Himmat. Enligt den amerikanska regeringen har Ahmed Huber kopplingar till Al Taqwa som enligt dem "länge fungerat som ekonomisk rådgivare till al-Qaeda".[23]

## Svar på den negativa kritiken mot Muslimska brödraskapet
Mary Crane skriver i tidskriften Foreign Affairs, utgiven av Council on Foreign Relations: "Vid olika tidpunkter under dess historia har gruppen använt eller stött våldsanvändning och har ett flertal gånger bannlysts i Egypten för försök att utmanövrera Kairos sekulära regering. Sedan 1970-talet har emellertid det egyptiska brödraskapet tagit avstånd från våld och sökt att delta i egyptisk politik." Jeremy Bowen, BBC Mellanösternredaktör, kallar dem "konservativa och icke för våld". Brödraskapet har fördömt terrorism och 11 september-attackerna.
Brödraskapet har själv tagit avstånd från "fyndiga och effektiva termer och fraser" som "fundamentalistisk" och "politisk islam" som de säger endast används av "media i Västvärlden" för att placera gruppen i ett litet fack, och hänvisar till deras "15 principer" för en egyptisk nationell stadga, som inkluderar "frihet för personlig övertygelse... opinion... grundande av politiska partier... offentliga sammankomster... fria och rättvisa val..."
På samma sätt insisterar en del analytiker att vad än källan är till modern jihad-terrorism, aktioner och ord från en del radikala medlemmar, så har brödraskapet nu lite gemensamt med radikala islamister och moderna jihadister som ofta anklagar brödraskapet för att vara alltför moderat. De förnekar också att det existerar något centralt och hemligt globalt ledarskap för Muslimska brödraskapet.
Enligt antropologen Scott Atran är det Muslimska brödraskapets inflytande, även i Egypten, överdrivet av västerländska kommentatorer. Han uppskattar att det enbart är omkring 100 000 anhängare i en befolkning på mer än 80 miljoner, och att stödet de har bland egyptierna - ofta nämns en siffra på 20 till 30 procent — mindre beror på ett sant stöd och mera beror på omständigheterna; sekulära oppositionsgrupper som kunde motverka dem undertrycktes i många decennier, men driver nu fram den egyptiska revolutionen 2011, en mera ungdomlig konstellation av sekulära rörelser har utvecklats som hotar det Muslimska brödraskapets dominans i den politiska oppositionen.

## Europa
Enligt tänkaren Yusuf al-Qaradawi skall Europa erövras "utan svärd och utan strid". Enligt Qaradawi präglas Europa av omoral, materialism och promiskuitet, och islam ska befria Europa.
Brödraskapet grundade år 1989 paraplyorganisationen Federation of Islamic Organisations in Europe (FIOE).
Brödraskapet lägger särskild vikt vid kritik av islam och skolning kring debatter kring islamkritiska argument. Varje kritisk ståndpunkt skall undermineras och kategoriseras som rasistisk eller islamfientlig.

### Frankrike
Brödraskapets organisatoriska uppbyggnad i Frankrike påbörjades med Union des organisations islamiques en France(fr) (UOIF) som senare bytte namn till Musulmans de France(fr). Organisationen bestod till största delen av studenter som kom till Frankrike ifrån Tunisien och Marocko. Frankrike hade år 2020 enligt en offentlig rapport 147 moskéer och 18 muslimska skolor med kopplingar till brödraskapet. Organisationen har runt 50 000 medlemmar och representerar totalt 200 medlemsorganisationer.
Enligt professor Youssef Chiheb är brödraskapet särskilt intresserat av att rekrytera medlemmar bland universitetsstudenter, vilket är en del av dess strategi: skaffa sig inflytande i medelklassen, storföretag, universitet och senare i krigsmakten för att slutligen kunna kullkasta det demokratiska styret inifrån.

### Storbritannien
De första MB-anknutna organisationerna i Storbritannien grundades under 1960-talet av personer från Mellanöstern som levde i exil eller utbytesstudenter. Under inledningsfasen var organisationerna ej politiskt aktiva, utan prioriterade att rekrytera nya medlemmar samt att stödja MB i Arabvärlden.
Under 1980-talet och 1990-talet ändrade brödraskapet och deras anhängare sin strategi till att engagera sig mer i västländer. Under denna tid hade brödraskapet konkurrens om stödet i den muslimska befolkningen av jihadistiska salafister som hade återvänt till Storbritannien efter att ha stridit i Afghanistan. Brödraskapet tog en försiktigt ståndpunkt och deras uttalade mål var inte bara att stödlja MB utomlands utan även att bevara muslimska enklavers autonomi i Storbritannien.
Under 1990-talet etablerade brödraskapet och deras anhängare riksorganisationer för att sprida sin agenda. Ingen av föreningarna stödde publikt MB och medlemskap i MB hölls i det fördolda och gör så än idag. Under några år hade brödraskapet starkt inflytande i Islamic Society of Britain(en) (ISB) och dominerade Muslim Association of Britain(en) (MAB). MAB var politiskt aktiva, i synnerhet i samband me Irak- och Palestinafrågorna. Brödraskapets aktivister var även viktiga vid grundandet av Muslim Council of Britain(en), som sökte och lyckades få dialoger på regeringsnivå. MAB är medlem i MB:s paraplyorganisation Federation of Islamic Organisations in Europe (FIOE).
Sedan 2001 har ISB distanserat sig ifrån brödraskapet och dessideologi och även från MCB.
Palestinska Hamas klassades som en terroristorganisation år 2001, men organisationen var aktiv i Storbritannien under över tio års tid och driver biståndsorganisationer tillsammans med brödraskapet.
År 2006 fann Charity Commission(en) att bistånds organisationen Interpal var medlem i paraplyorganisationen Union of Good(en) som har kopplingar till Hamas och Charity Commission vidtog åtgärder mot Interpal år 2009.
År 2009 upphävde regeringen dialogen med MCB efter att en av MCB:s av styrelsemedlemmar undertecknat ett upprop som uppmanade till våld mot länder som stödde ett vapenembargo mot Gazaremsan.
Den Arabiska våren ledde till att några MB-inspirerade grupperingar återvände till sina hemländer, framförallt Tunisien och Libyen.
Under 2013 anlände ett fåtal muslimbröder från Egypten och senare några från Förenade Arabemiraten. Från Juli 2014 drev det egyptiska brödraskapet några av sina engelsk- och arabspråkiga pressmeddelanden från London och har stöd från andra organisationer aktiva i Storbritannien som R4bia och British Egyptians for Democracy(en).

### Tyskland
I mitten av 1900-talet drevs ledningen till MB i exil och brödraskapet slog sig ner bland annat i Tyskland där de kunde arbeta utan politisk förföljelse.
Samtidigt med färdigställandet av Islamisches Zentrum München(de) bildades år 1958 Moscheebaukommission in München, föregångare till Islamischen Gemeinschaft in Deutschland (IGD) som i slutet av 2018 bytte namn till Deutsche Muslimische Gemeinschaft(de) (DMG). Med 340 medlemmar och betydligt fler anhängare är DMG den viktigaste MB-anknutna organisationen i Tyskland. Under åren 1984-1987 var Muhammad Mahdi Akif huvudimam vid IZ München som senare blev en inflytelserik funtionär i MB och 2004-2010 var han den sjunde huvudledaren för MB. Akif förespråkade förutom det sedvanliga införandet av sharialagar även förnekelse av Förintelsen.
I maj 2019 uppgavs enligt BpB 50 islamiska institutioner samarbete med DMG, därutöver tillkommer talrika moskéer och bönerum. Uppskattningsvis når budskapet runt 10 000 muslimer.
Organisationen arbetar för att ta makt inom samhällsinstitutioner samt att successivt öka acceptansen för islamiska normer i tysk offentlighet.

### Sverige
Enligt Sameh Egyptson, som 2023 disputerade med avhandlingen "Global politisk islam? Muslimska brödraskapet & Islamiska förbundet i Sverige" är Islamiska förbundet den nationella organisationen för Muslimska brödraskapets internationella nätverk i Sverige. I avhandlingen beskrivs hur 13 män inom Muslimska brödraskapets svenska gren lyckades etablera över 20 muslimska/islamiska organisationer i Sverige, som sedermera erhållit mångmiljonbelopp i offentliga bidrag. 
I en rapport skriven på uppdrag av MSB 2016 beskrevs aktivister från Muslimska brödraskapet i Sverige som en långsiktig utmaning vad gäller Sveriges sociala sammanhållning. Författarna menade att islamister håller på att bygga upp en parallell samhällsstruktur som konkurrerar med det övriga samhället om svenska medborgares värdegrund. Av rädsla för att bli kallade islamofober och rasister menade författarna att svenska politiker och andra haft svårt att stå emot aktivisternas påverkansmodell. Rapporten fick skarp kritik för att vara ovetenskaplig. I en uppföljande rapport beställd av MSB "Islamisk aktivism i en mångkulturell kontext" skrev socialantropologen Aje Carlbom, som även var medförfattare till den första rapporten till MSB, att Islamiska förbundet i Sverige och Stockholmsmoskén har kopplingar till Muslimska brödraskapet. Slutsatserna grundade Aje Carlbom på annan forskning än den som låg till grund för den första rapporten, på olika dokument och på intervjuer han gjort med femton personer.
Stiftelsen Doku avslöjade i september 2023 att ledningen för Muslimska brödraskapets egyptiska gren 2015 planerade att flytta sitt huvudkontor som då var beläget i Storbritannien, till Sverige. Några av skälen uppgavs vara att Muslimska brödraskapet redan hade en stark närvaro i Sverige och att Sverige finansierade rörelsen med betydande belopp varje år.